# Emma Nagy
Emma Nagy (* 9. Februar 1998 in Baja) ist eine ungarische Jazzmusikerin (Gesang, Piano).

## Leben und Wirken
Nagys Vater ist Musiker und sie wuchs mit Barockmusik und Jazz auf. Als Kind fing sie an, Geige zu spielen und erhielt bis zum Ende des letzten Schuljahres klassischen Instrumentalunterricht. Durch eine Aufnahme von Esperanza Spalding kam sie zum Jazzgesang, dem sie sich erst kurz vor dem Studium öffnete. Sie studierte im Jazzstudiengang des Béla Bartók Konservatoriums bei Ágnes Lakatos.
Nagy gründete 2018 ihr eigenes Quintett. Die Gruppe erhielt bei einem Wettbewerb den ersten Preis und nahm noch im selben Jahr eine EP auf. Bald trat sie auch international auf, zunächst auf den Festivals von Bratislava und Getxo und gewann weitere Preise beim Müpa Jazz in Budapest und beim internationalen Wettbewerb Jazzjuniors in Krakau. Ihre ersten Alben, Set to Face (2019) und Low Frequency Oscillator (2020), wurden von der Kritik positiv bewertet. Auf ihrem dritten Album Synced, das unter Beteiligung von Gastmusikern wie Kornél Fekete-Kovács bei Unit Records erschien, geht sie trotz komplexer Kompositionen in Richtung Pop-Jazz. Mit Abel Marton Nagy’s Cosmos Band ist sie auch am Album Spacing Out… beteiligt.